# Bunko Kanazawa
Pour les articles homonymes, voir Kanazawa (homonymie).
Bunko Kanazawa (金沢 文子, Kanazawa Bunko, alias Fumiko Kanazawa) est une actrice japonaise de films pornographiques réputée et à la carrière féconde. Elle a été baptisée "une des plus grandes Idoles de l'AV, au Japon".

## Début
Bunko Kanazawa est née le 4 avril 1979 dans la Préfecture d'Iwate. C'est une élève douée en mathématiques et en sciences mais mauvaise en Japonais et en Anglais. Ses passe-temps favoris sont la cuisine, le snowboard et le karaoké
Kanazawa pénètre l'industrie de l'AV sur la recommandation d'un ami. Son nom d'artiste lui a été donné par l'agence qui l'a recrutée. Kanazawa Bunko est une gare, un musée et aussi une très ancienne librairie située dans la préfecture de Kanagawa où elle a vécu au début de sa carrière. Kanazawa est parfois appelée par le diminutif Kanabun. Ce qu'elle déteste.
Pour ses premières vidéos, Kanazawa travaille avec Cosmo Plan. 18 Years Old sort en août 1997.
La seconde vidéo de Kanazawa, Tough Adolescence, est une vidéo de science fiction également parue sous le label de Cosmo plan au mois de septembre 1997,. Commentant ce genre de vidéo qui nécessite une solide connaissance de l'art dramatique, Kanazawa ne se considère pas comme étant une bonne actrice. Elle dit éprouver des difficultés avec les rôles principaux et l'improvisation.
Obscene Model (août 1999) est une autre vidéo qui met en exergue les qualités d'actrice de Kanazawa. Elle y joue le rôle d'une Race Queen qui séduit son commanditaire et son cinéaste. Au cours de la vidéo, on peut voir l'actrice exécuter une scène de sexe avec le maître de maison dont elle est venue visiter l'appartement.
Kanazawa travaille toujours pour Cosmo Plan un an après avoir débuté avec la firme. Elle interprète Platinum Fuck (septembre 1998).

## VCD et DVD
En plus des DVD, Kanazawa interprète différentes œuvres au format VCD. Elle sort, en particulier, Edition Speciale en quatre volumes en décembre 1997. Edition Spéciale est une compilation de scènes tirées de vidéos antérieures et de photos de Kanazawa au format BMP.
Le premier VCD de la série Edition spéciale, Super Best contient des extraits de Kanazawa à ses débuts et des scènes de Tough Adolescence.
Le deuxième VCD de cette série, Kanabun's Feel, publié en mai 1998, est également la réunion d'extraits de trois vidéos précédentes.
Édition spéciale voit son troisième VCD paraître en septembre 1998 sous le titre de Kanabun Typhoon Going North contenant des extraits de quatre autres vidéos de Kanazawa.
À la demande des admirateurs de l'artiste, un quatrième volume de la série est édité en septembre 1999. Là encore il s'agit d'une compilation d'autres vidéos et de photographies montrant quelques aspects du tournage.
Le premier DVD de Kanazawa est une réédition de la vidéo de ses débuts. la netteté de ce nouveau média est considérablement améliorée par rapport à la vidéo initiale. L'image est si précise qu'il est possible de discerner la pilosité pubienne de l'artiste (ce qui est banni par la censure Japonaise).

## Vidéos de fétichisme
Kanazawa a également interprété plusieurs films de fétichisme.
En juin 1999, Alice Japan lui fait tourner Female Ass (女尻, Meijiri) une production basée sur des « tripotages » du postérieur de l'actrice. Il comprend également des scènes en slip et du soapland,,.
Inhumanity est une vidéo montrant sur des scènes de violence sexuelle. L'actrice y est battue, violée et contrainte à pratiquer des fellations.
Kazanawa tourne Erotic Opening, production des studios Max-A, en 1999. La vidéo est aussi basée sur des fellations.
Dans Fetish Virgin III la caméra met en valeur des scènes fétichistes par des gros plans centrés sur différentes parties du corps de l'actrice.
Un DVD intitulé Bunko Kanazawa, paru au mois de septembre 1999, relève d'une démarche similaire.
Max-A choisit Bunko Kanazawa pour tenir le rôle principal dans The Confined Bodydolls: Bunko Goes Wild, une nouvelle version de son succès Confined Bodydolls. On peut y voir des bondages de l'actrice.
Plusieurs photos de magazines représentent Kazanawa habillée en écolière. Son premier DVD sur ce thème, courant dans l'érotisme Japonais, s'intitule Uniform Indecent Doctrine (octobre 1998).
L'actrice tient le rôle principal dans la 51e vidéo de la série NEO Bloody Uniform Connection, produite par Atlas. Elle y porte à nouveau un uniforme d'écolière mais également des vêtements cosplay. On peut la voir tour à tour en infirmière, liftière et gardien de la paix en minijupe.

## Vidéos autobiographiques
Legend Of An AV Idol (février 1999) est la première vidéo tournée par Kanazawa pour le compte d'Atlas. Ce produit est axé sur la carrière de l'actrice et la façon par laquelle elle s'est hissée à la première place dans l'industrie Japonaise de l'AV.
Kanazawa paraît pour Alice Japan dans deux volumes intitulés Self-Portrait. Ces vidéos, tournées par l'actrice elle-même, montrent Kanazawa à des moments privés et en pleine activité sexuelle,.
En 2004, Cosmo Plan édite une rétrospective de la carrière de Kazanawa gravée sur une série de cinq DVD intitulés "Memorial".
Bien que détestant les voyages en avion, l'actrice aime être filmée dans des pays lointains comme Bali, par exemple. Son tournage, Misfire Erotica, paru en juillet 1998, s'est déroulé à Hong Kong.

## Fin de carrière
En 2005, Kanazawa a réalisé quelques films non censurés pour Tora Tora Tora, un studio en ligne sur le web

## Filmographie (partielle)
| Titre du film | Producteur          | Réalisateur        | Parution                                                                  |
| --- | ------------------- | ------------------ | ------------------------------------------------------------------------- |
| 18 Years Old / Age 18 18才 Debut video | Cosmos Plan         |                    | VHS : 24 août 1997 DVD : 20 juin 1998 24 février 2001                     |
| Tough Adolescence / Unkind Adolescence 青春のいじわる | Cosmos Plan         |                    | VHS: 28 septembre 1997 DVD: 10 octobre 1998 DVD avec extras: 24 mars 2001 |
| Heroine in Love | Cosmos Plan         |                    | 31 octobre 1997                                                           |
| Garden of Schoolgirls | Cosmos Plan         |                    | 30 novembre 1997                                                          |
| SUPER BEST スーパーBEST VCD comprenant les vidéo 18 Year Old et Tough Adolescence                                                                                        | Cosmos Plan         |                    | 20 décembre 1997                                                          |
| Pandora's Temptation | Cosmos Plan         |                    | 21 décembre 1997                                                          |
| This World Is For You | Cosmos Plan         |                    | 25 janvier 1998                                                           |
| Costume Play Princess | Cosmos Plan         |                    | 15 février 1998                                                           |
| Uniform Land 2 | Cosmos Plan         |                    | 22 mars 1998                                                              |
| Sweet Flower Girl | Cosmos Plan         |                    | 25 avril 1998                                                             |
| Kanabun's Feel かなぶん気分 VCD comprenant des scènes de Heroine in Love, Pandora's Temptation et This World Is For You                                                  | Cosmos Plan         |                    | 16 mai 1998                                                               |
| I Love You! | Cosmos Plan         |                    | 31 mai 1998                                                               |
| Misfire Erotica 暴発エロス | Cosmos Plan         |                    | 12 juillet 1998                                                           |
| Sharp Kanabun 天才カナブン | Cosmos Plan         |                    | 16 août 1998                                                              |
| Platinum FUCK プラチナFUCK | Cosmos Plan         |                    | 13 septembre 1998                                                         |
| Kanabun Typhoon Going North かなぶん台風北上中 VCD comprenant des scènes de "Costume Play, Princess Girls School Paradise Special, Female Teacher Club 14 et Sailor Suit | Cosmos Plan         |                    | 19 septembre 1998                                                         |
| Uniform Indecent Doctrine 制服ワイセツ主義 | Cosmos Plan         |                    | 11 octobre 1998                                                           |
| Give You Big Shot !! ぶっとい注射してあげる | Cosmos Plan         |                    | 15 novembre 1998                                                          |
| Curtain Call カーテンコール | Cosmos Plan         |                    | 13 décembre 1998                                                          |
| GoGo! Kanabun LAND GoGo!かなぶんLAND | Cosmos Plan         |                    | 19 décembre 1998                                                          |
| Female Ass 女尻 Mejiri | Alice Japan         | Goro Tomeike       | VHS : 26 janvier 1999 DVD : 25 juin 1999                                  |
| Heroine in Love / A Girl in Love 恋するヒロイン | Cosmos Plan         |                    | VHS : 20 février 1999 DVD : 28 avril 2001                                 |
| Legend Of An AV Idol AVアイドル伝説 | Atlas21             | Kunino Nagayagawa  | 20 février 1999                                                           |
| Erotic Opening/Shot at Hole's 淫口 | MAX-A               | Kunino Nagayagawa  | VHS : 19 mars 1999 VCD : 23 juillet 1999                                  |
| Self-Portrait #2 セルフポートレート2 | Alice Japan         | Kunino Nagayagawa  | VHS : 20 avril 1999 VCD : 22 octobre 1999                                 |
| Pandora's Temptation パンドラの誘惑 | Cosmos Plan         |                    | VHS : 22 mai 1999 DVD : 28 juillet 2001                                   |
| NEO Bloody Uniform Connection 51 NEO出血大制服51 | Atlas21             | Kei Morikawa       | 25 mai 1999                                                               |
| Fetish Virgin III | Samansa/MAX-A       | Kazei Matsui       | 25 mai 1999                                                               |
| Hatsujou Ring Star | Alice Japan         |                    | 23 juillet 1999                                                           |
| Bunko Kanazawa Super Best 4 金沢文子スーパーBEST4 |                     |                    | VHS : 24 août 1999 VCD : 18 septembre 1999                                |
| Obscene Model/Y-Setsu Model | Alice Japan         |                    | 24 août 1999                                                              |
| Bunko Kanazawa 金沢文子 | MAX-A               |                    | 24 septembre 1999                                                         |
| The Confined Bodydolls 監禁ボディドール | Samansa/MAX-A       | Fuyuhiko Shimamura | 30 septembre 1999                                                         |
| Inhumanity 人間廃業 | Babylon/Alice Japan | Kunihiro Hasegawa  | VHS : 29 octobre 1999 DVD : 19 mai 2000                                   |
| Cosmos DX 120 min SPECIAL 宇宙企画DX 120分スペシャル2 | Cosmos Plan         |                    | 30 octobre 1999                                                           |
| Fallen Angel X 堕天使Ｘ | Bazooka/Cosmos Plan | Asao Takai         | 10 novembre 1999                                                          |
| NEO Uniform Connection EX NEO出血大制服EX | Atlas21             |                    | 19 novembre 1999                                                          |
| Female Ass CLIMAX 3rd 女尻CLIMAX 3rd | Alice Japan         |                    | 17 décembre 1999                                                          |
| Reverse Soap Heaven 逆ソープ天国 | Babylon/Alice Japan |                    | VHS : 21 décembre 1999 VCD : 15 septembre 2000                            |
| An 'I' Novel | Samm                |                    | 31 janvier 2000                                                           |
| Obscene Model REMIX 猥褻モデル REMIX | Alice Japan         |                    | 11 février 2000                                                           |
| The Kageki | Samm                |                    | 21 février 2000                                                           |
| NEO Bloody Uniform Connection 7 NEO出血大制服 | Atlas21             | Tukasa Hashimoto   | 15 mars 2000                                                              |
| Perverted Secretary Likes It Raw – Part 25 | Cher                |                    | 25 mai 2000                                                               |
| Love is KANABUN | Cher                |                    | 25 juin 2000                                                              |
| MORE MAX III | MAX-A               | Max Nakamoto       | 7 juillet 2000                                                            |
| Sexy Butt Climax 2 女尻クライマックス2 | Alice Japan         |                    | 21 juillet 2000                                                           |
| The Blonde | Vip                 |                    | juillet 2000                                                              |
| Erotic Girls エロエロガールズ | MAX-A               |                    | 25 août 2000                                                              |
| Obscene Model – Wet 5 猥褻モデル ヌルヌル5 | Alice Japan         |                    | 22 septembre 2000                                                         |
| Fallen Angel X Special 堕天使X SPECIAL | Cosmos Plan         | Tomohisa Aizome    | VHS : 8 octobre 2000 DVD : 25 novembre 2000                               |
| ATLAS MEGA-MIX vol.#2 アトラスMEGA-MIX II | Atlas21             |                    | 17 novembre 2000                                                          |
| THE NEO UNIFORM CONNECTION Complete Edition Vol. 3 NEO出血大制服完全版 3                                                                                                 | Atlas21             | Tsukasa Hashimoto  | VHS : 13 mars 2001 DVD : 18 mai 2001                                      |
| Inhumanity File VOL.4 人間廃業ファイル VOL.4 | Alice Japan         |                    | 16 mars 2001                                                              |
| The Confined Bodydoll Complete Edition 監禁ボディドール完全版 | MAX-A               | Max Nakamoto       | VHS : 13 juillet 2001 DVD : 22 novembre 2001                              |
| Reverse Soap Heaven Special Erect 3 逆ソープ天国スペシャルエレクト 3 | Alice Japan         |                    | DVD : 19 juillet 2001                                                     |
| Costume Play Kanabun | TMA                 |                    | 7 septembre 2001                                                          |
| Fuck 10 Nurses ナースの御仕事 | Atlas21             | Tsukasa Hashimoto  | 11 septembre 2001                                                         |
| Go Go! Kanabun LAND GoGo！かなぶんLAND | Cosmos Plan         |                    | 10 novembre 2001                                                          |
| Inhumanity File 2002 人間廃業ファイル 2002 | Alice Japan         |                    | DVD : 15 janvier 2002                                                     |
| COSMOS DX 120 minutes Special 2 宇宙企画DX120分スペシャル2 | Cosmos Plan         |                    | 9 février 2002                                                            |
| The Girl in the Secret Club 秘密クラブの女 | Collect             |                    | 26 juillet 2002                                                           |
| VIP Value Pack 2 VIPバリューパック 2 | VIP                 |                    | 11 octobre 2002                                                           |
| High Tension Love | BLACKJACK           |                    | DVD : 18 avril 2003                                                       |
| Cosmos Debut Collection 宇宙企画Debut Collection 花 | Cosmos Plan         | Toru Yamanishi     | 29 août 2003                                                              |
| Dream Woman Vol. 19 | Moodyz Killer       |                    | 1er septembre 2003                                                        |
| The Neo Uniform Collection No Cut Vol.6 NEO出血大制服ノーカット Vol.6 | Atlas21             |                    | DVD : 31 octobre 2003                                                     |
| Dream Corridor 夢の回廊 | SUNSET COLOR        | Haruki Yukimura    | 30 novembre 2003                                                          |
| Empress of Underground | Shark               |                    | 8 janvier 2004                                                            |
| Cosmos Memorial/ Bunko Kanazawa I 宇宙企画Memorial 金沢文子I DVD comprenant Romantic Flower, I Love You! et Misfire Erotica                                              | Cosmos Plan         |                    | 20 février 2004                                                           |
| Cosmos Memorial/ Bunko Kanazawa II 宇宙企画Memorial 金沢文子II DVD comprenant Sharp Kanabun, Platinum FUCK et Uniform Indecent Doctrine                                  | Cosmos Plan         |                    | 16 avril 2004                                                             |
| Cosmos Memorial/ Bunko Kanazawa III 宇宙企画Memorial 金沢文子III DVD comprenant Pandora's Temptation, The World Is For You et Costume Play Princess                      | Cosmos Plan         |                    | 18 juin 2004                                                              |
| CLUB-MAX / Bunko Kanazawa CLUB-MAX 金沢文子 | MAX-A               |                    | 16 juillet 2004                                                           |
| COSMOS Memorial Bunko Kanazawa IV 宇宙企画Memorial 金沢文子IV DVD containing 18 years old, Nasty Youth and Lovely Heroine                                                | Cosmos Plan         |                    | 13 août 2004                                                              |
| COSMOS Memorial Bunko Kanazawa V 宇宙企画Memorial 金沢文子V DVD containing Super Thick Injection, Curtain Call and Falling Angel X                                       | Cosmos Plan         |                    | 15 octobre 2004                                                           |
| Bunko Kanazawa Drink Sperm Too | Moodyz Legend       |                    | 1er décembre 2004                                                         |
| Fascinating!! Beautiful Tits Girls 4 Hours!! 2 萌え～！！美乳むすめ ４時間！！２                                                                                         | Alice Japan         |                    | 14 juillet 2006                                                           |